# Bezirk Lugano
Der Bezirk Lugano (italienisch Distretto di Lugano, ehem. Landvogtei Lauis) ist ein Bezirk des Schweizer Kantons Tessin. Hauptort ist Lugano.

## Kreise und Gemeinden
Der Bezirk gliedert sich in die zwölf Kreise (circoli)
- Agno
- Breno
- Capriasca
- Ceresio
- Lugano Ost, Nord, West
- Magliasina
- Paradiso
- Sessa
- Taverne
- Vezia,

welche in total 43 Gemeinden unterteilt sind.
| Wappen             | Name der Gemeinde  | Einwohner (31. Dezember 2023) | Fläche in km² | Einw. pro km² | Kreis                  |
| ------------------ | ------------------ | ----------------------------- | ------------- | ------------- | ---------------------- |
| Agno               | Agno               | 4536                          | 2,49          | 1822          | Agno                   |
| Bioggio            | Bioggio            | 2791                          | 6,40          | 436           | Agno                   |
| Cademario          | Cademario          | 793                           | 3,96          | 200           | Agno                   |
| Muzzano            | Muzzano            | 800                           | 1,55          | 516           | Agno                   |
| Vernate            | Vernate            | 631                           | 1,51          | 418           | Agno                   |
| Alto Malcantone    | Alto Malcantone    | 1386                          | 22,06         | 63            | Breno                  |
| Aranno             | Aranno             | 350                           | 2,59          | 135           | Breno                  |
| Lema               | Lema               | 2662                          | 18,56         | 143           | Breno                  |
| Capriasca          | Capriasca          | 6760                          | 36,38         | 186           | Capriasca              |
| Origlio            | Origlio            | 1529                          | 2,08          | 735           | Capriasca              |
| Ponte Capriasca    | Ponte Capriasca    | 1926                          | 6,17          | 312           | Capriasca              |
| Arogno             | Arogno             | 955                           | 8,49          | 112           | Ceresio                |
| Bissone            | Bissone            | 955                           | 1,85          | 516           | Ceresio                |
| Brusino Arsizio    | Brusino Arsizio    | 474                           | 4,12          | 115           | Ceresio                |
| Val Mara           | Val Mara           | 3001                          | 11,16         | 269           | Ceresio                |
| Lugano             | Lugano             | 63'495                        | 75,86         | 837           | Lugano Ost, Nord, West |
| Caslano            | Caslano            | 4363                          | 2,79          | 1564          | Magliasina             |
| Magliaso           | Magliaso           | 1621                          | 1,10          | 1474          | Magliasina             |
| Neggio             | Neggio             | 317                           | 0,89          | 356           | Magliasina             |
| Pura               | Pura               | 1358                          | 3,04          | 447           | Magliasina             |
| Collina d’Oro      | Collina d’Oro      | 4893                          | 6,14          | 797           | Paradiso               |
| Grancia            | Grancia            | 455                           | 0,61          | 746           | Paradiso               |
| Melide             | Melide             | 1783                          | 1,66          | 1074          | Paradiso               |
| Morcote            | Morcote            | 707                           | 2,79          | 253           | Paradiso               |
| Paradiso           | Paradiso           | 4832                          | 0,89          | 5429          | Paradiso               |
| Vico Morcote       | Vico Morcote       | 407                           | 1,97          | 207           | Paradiso               |
| Tresa              | Tresa              | 3129                          | 11,04         | 283           | Sessa                  |
| Bedano             | Bedano             | 1496                          | 1,87          | 800           | Taverne                |
| Gravesano          | Gravesano          | 1365                          | 0,71          | 1923          | Taverne                |
| Manno              | Manno              | 1340                          | 2,37          | 565           | Taverne                |
| Mezzovico-Vira     | Mezzovico-Vira     | 1368                          | 11,13         | 123           | Taverne                |
| Monteceneri        | Monteceneri        | 4683                          | 36,08         | 130           | Taverne                |
| Torricella-Taverne | Torricella-Taverne | 3089                          | 5,25          | 588           | Taverne                |
| Cadempino          | Cadempino          | 1580                          | 0,76          | 2079          | Vezia                  |
| Canobbio           | Canobbio           | 2396                          | 1,28          | 1872          | Vezia                  |
| Comano             | Comano             | 2183                          | 2,06          | 1060          | Vezia                  |
| Cureglia           | Cureglia           | 1489                          | 1,06          | 1405          | Vezia                  |
| Lamone             | Lamone             | 1766                          | 1,86          | 949           | Vezia                  |
| Massagno           | Massagno           | 6676                          | 0,74          | 9022          | Vezia                  |
| Porza              | Porza              | 1679                          | 1,56          | 1076          | Vezia                  |
| Savosa             | Savosa             | 2245                          | 0,74          | 3034          | Vezia                  |
| Sorengo            | Sorengo            | 2139                          | 0,85          | 2516          | Vezia                  |
| Vezia              | Vezia              | 2045                          | 1,39          | 1471          | Vezia                  |
| Total (43)         | Total (43)         | 154'448                       | 307,95        | 502           | (12)                   |

In Capriasca sind die Flächen der ehemaligen Kommunanzen nicht berücksichtigt.

## Kommunanzen
- Kommunanz Capriasca/Lugano (BFS-Nr. 5394; bis 31. Dezember 2003: 5238)

## Änderungen im Bestand ab 1803

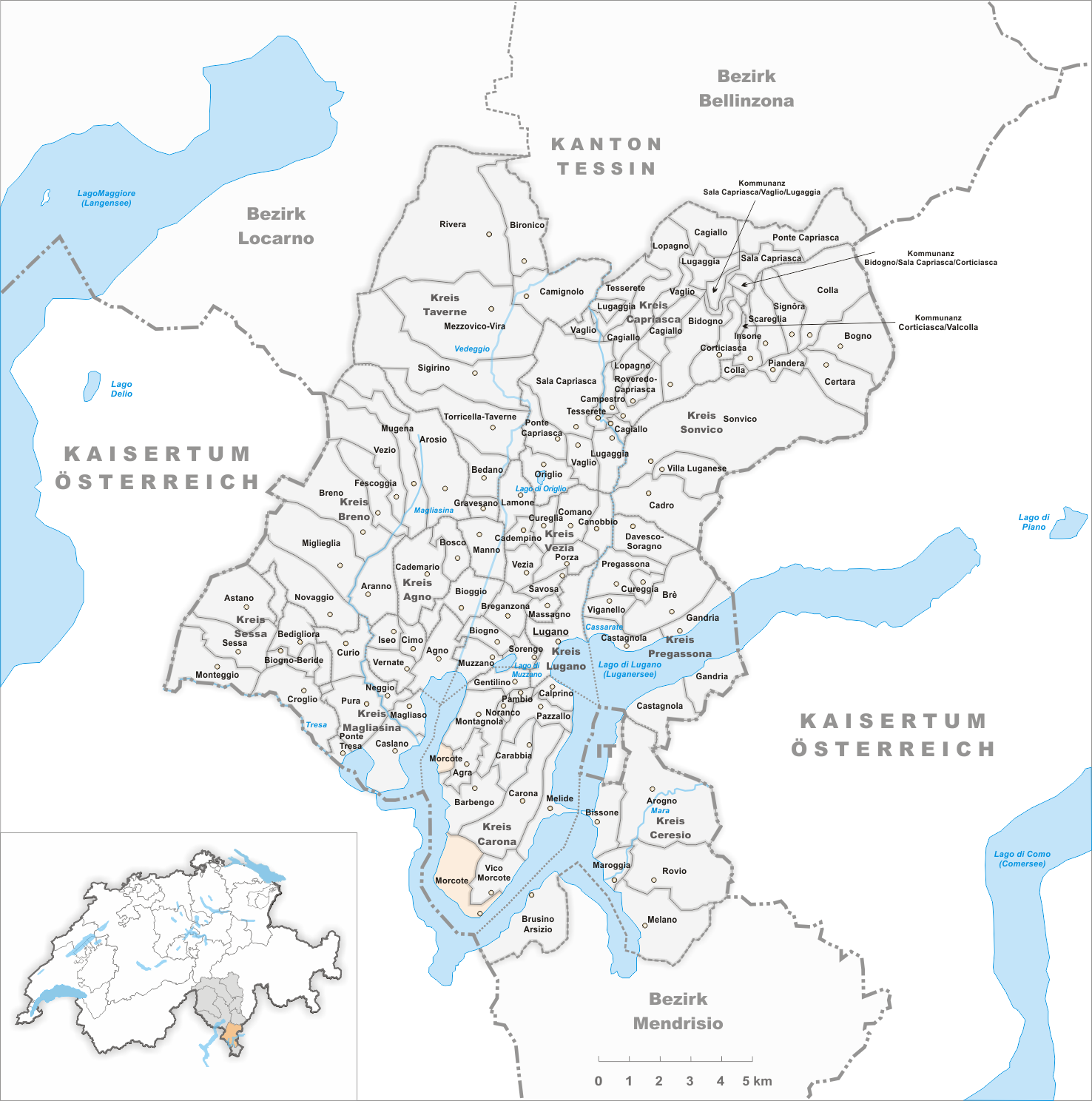
Gemeinden bis 1815
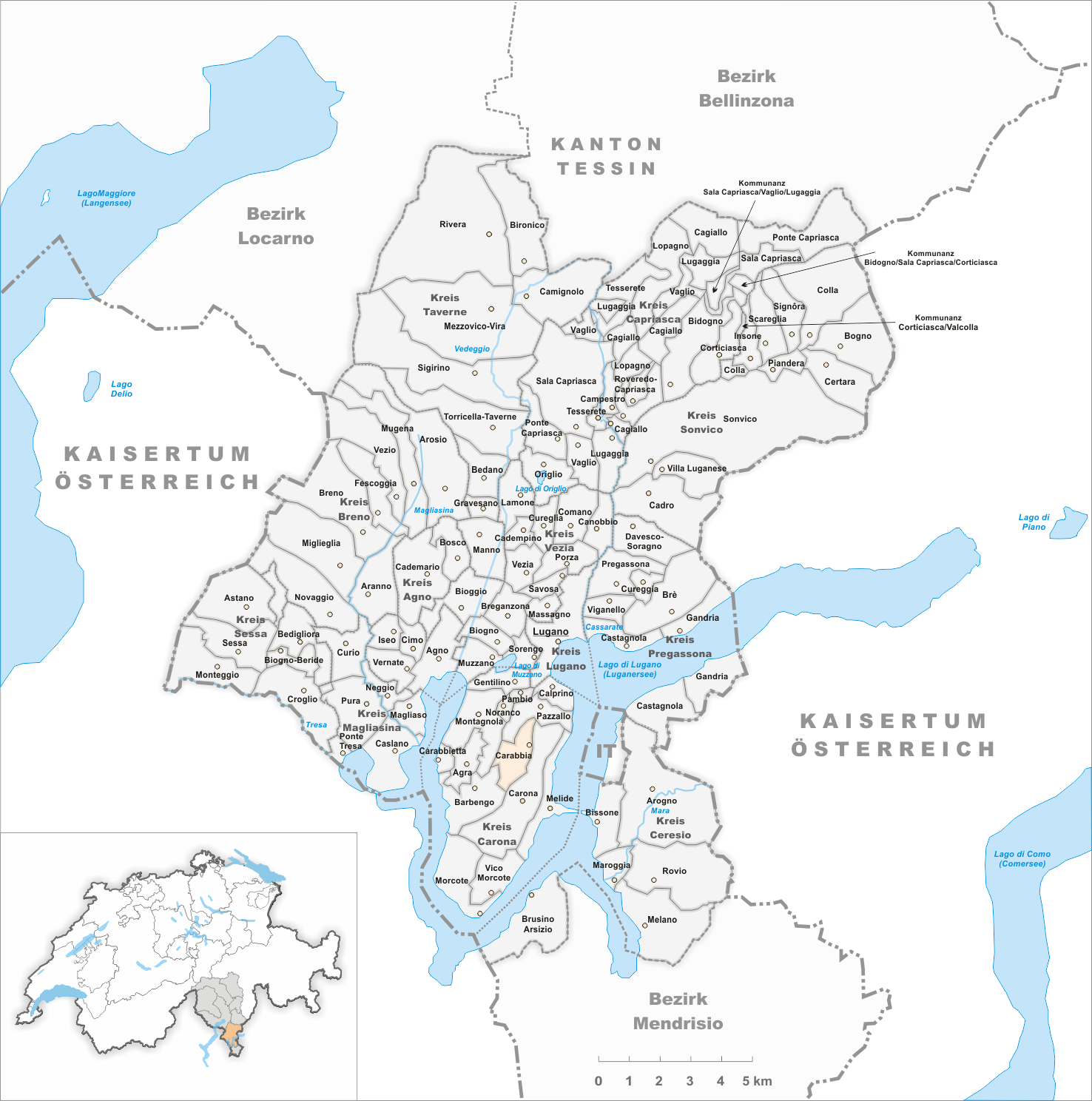
Gemeinden bis 1824
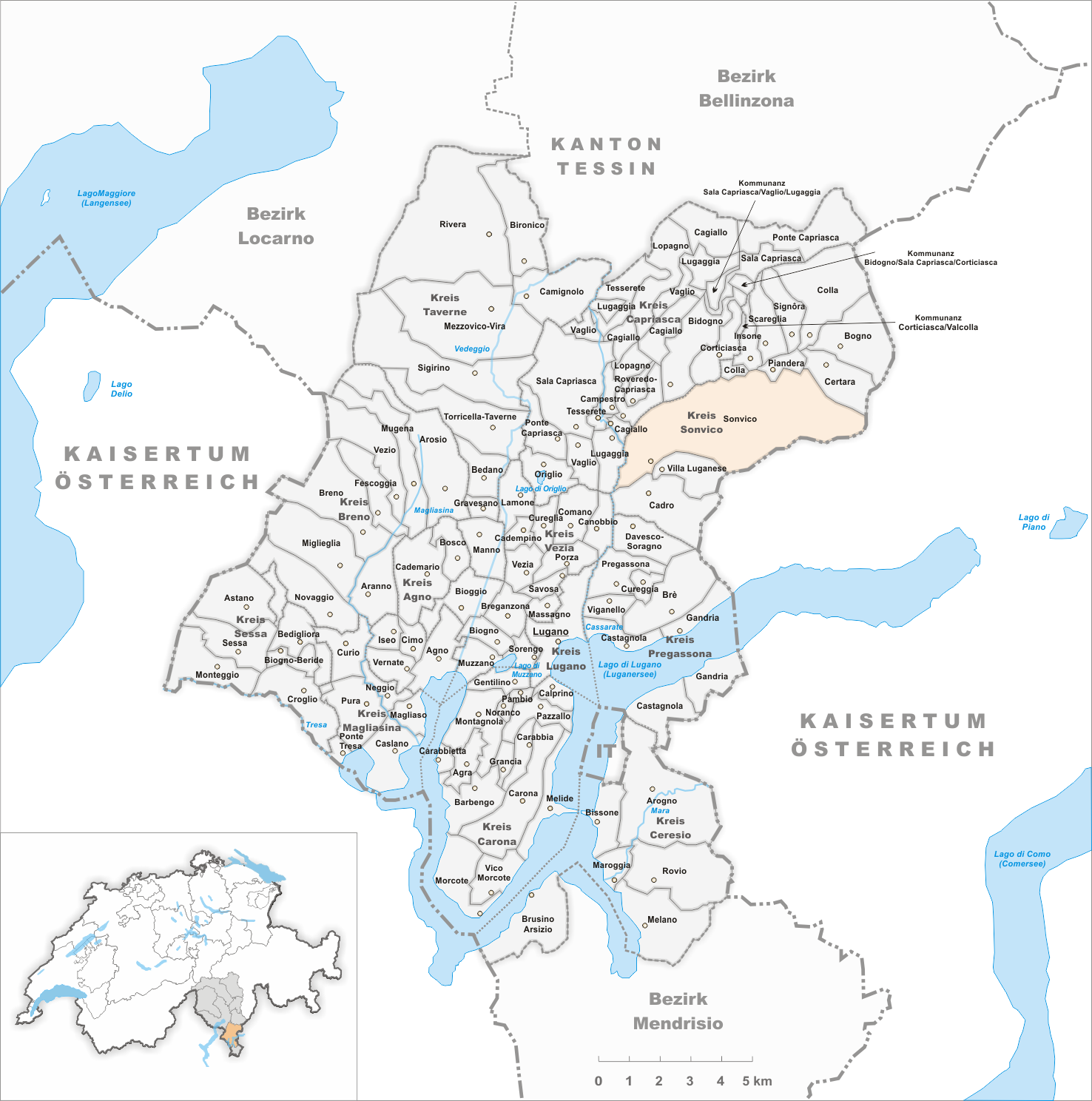
Gemeinden bis 1877
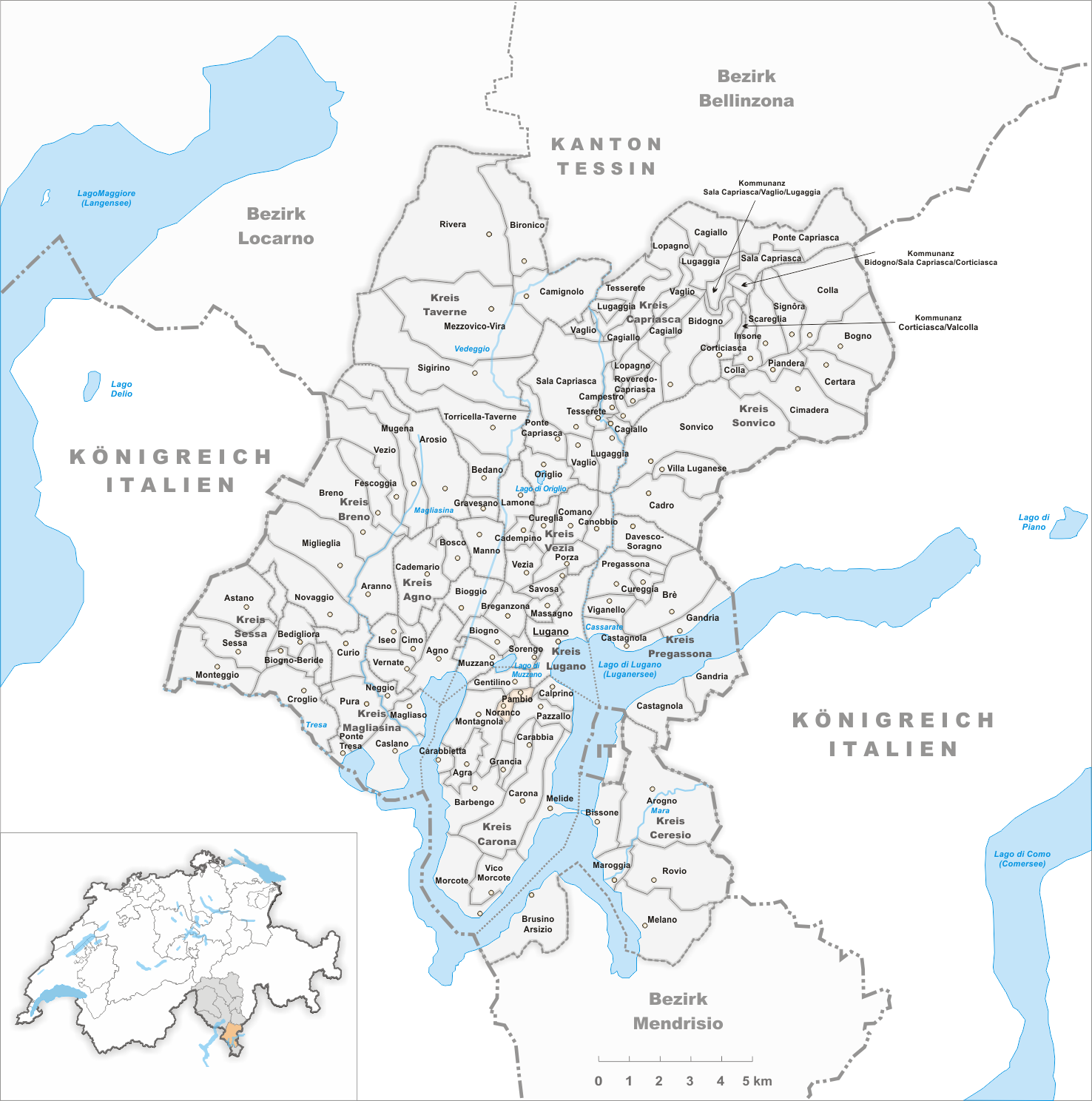
Gemeinden bis 1903
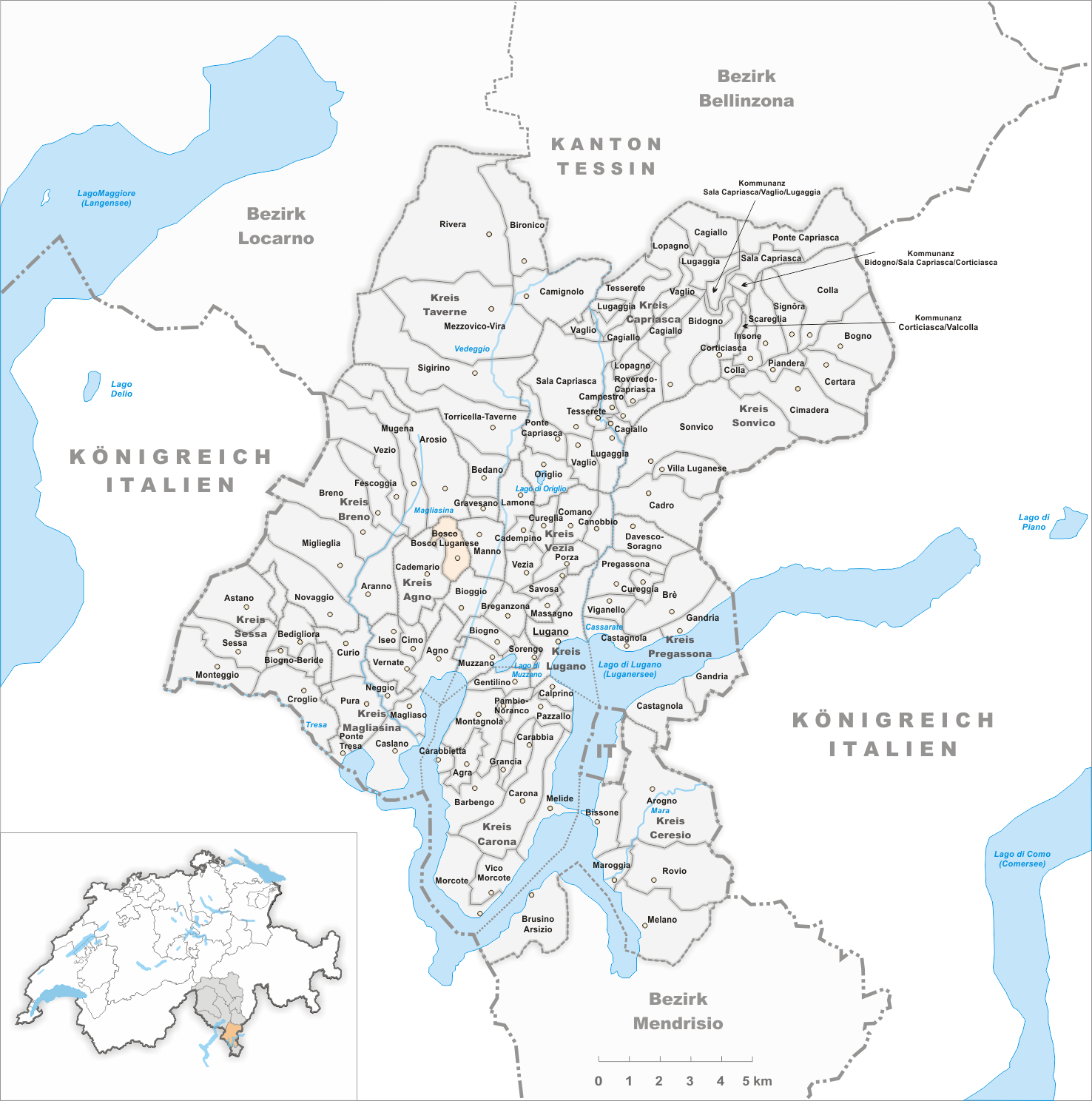
Gemeinden bis 1911
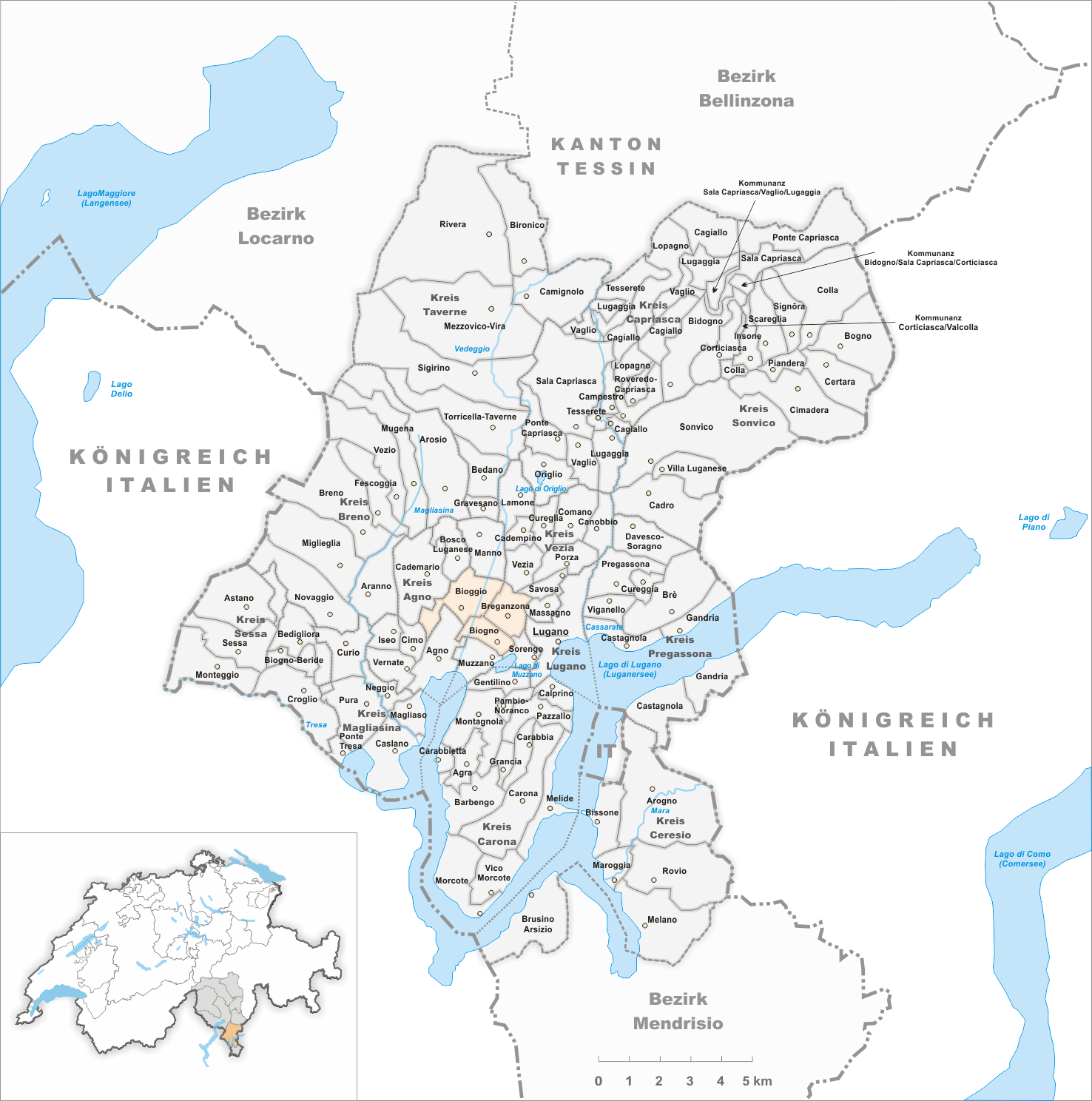
Gemeinden bis 1924
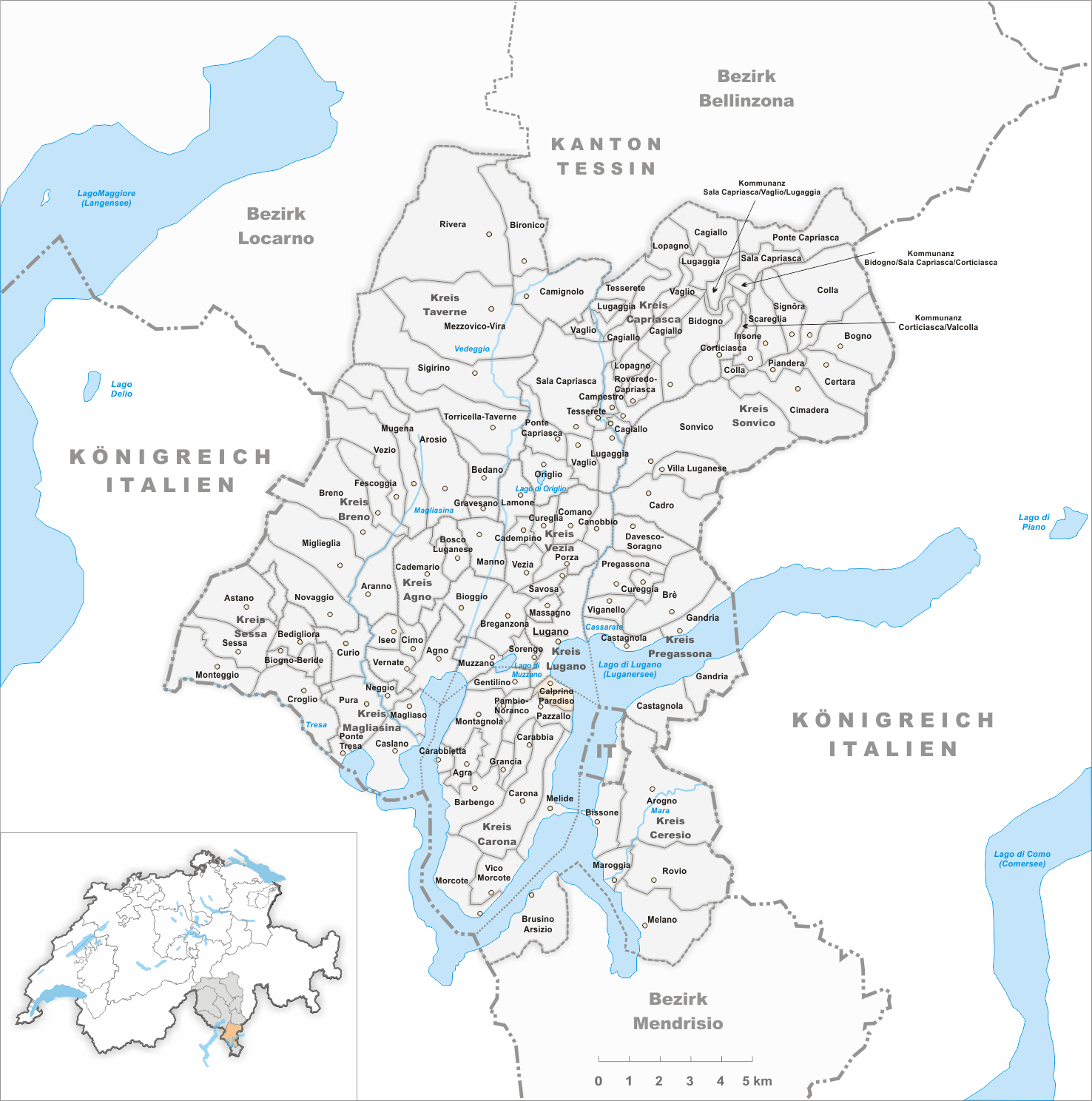
Gemeinden bis 1928
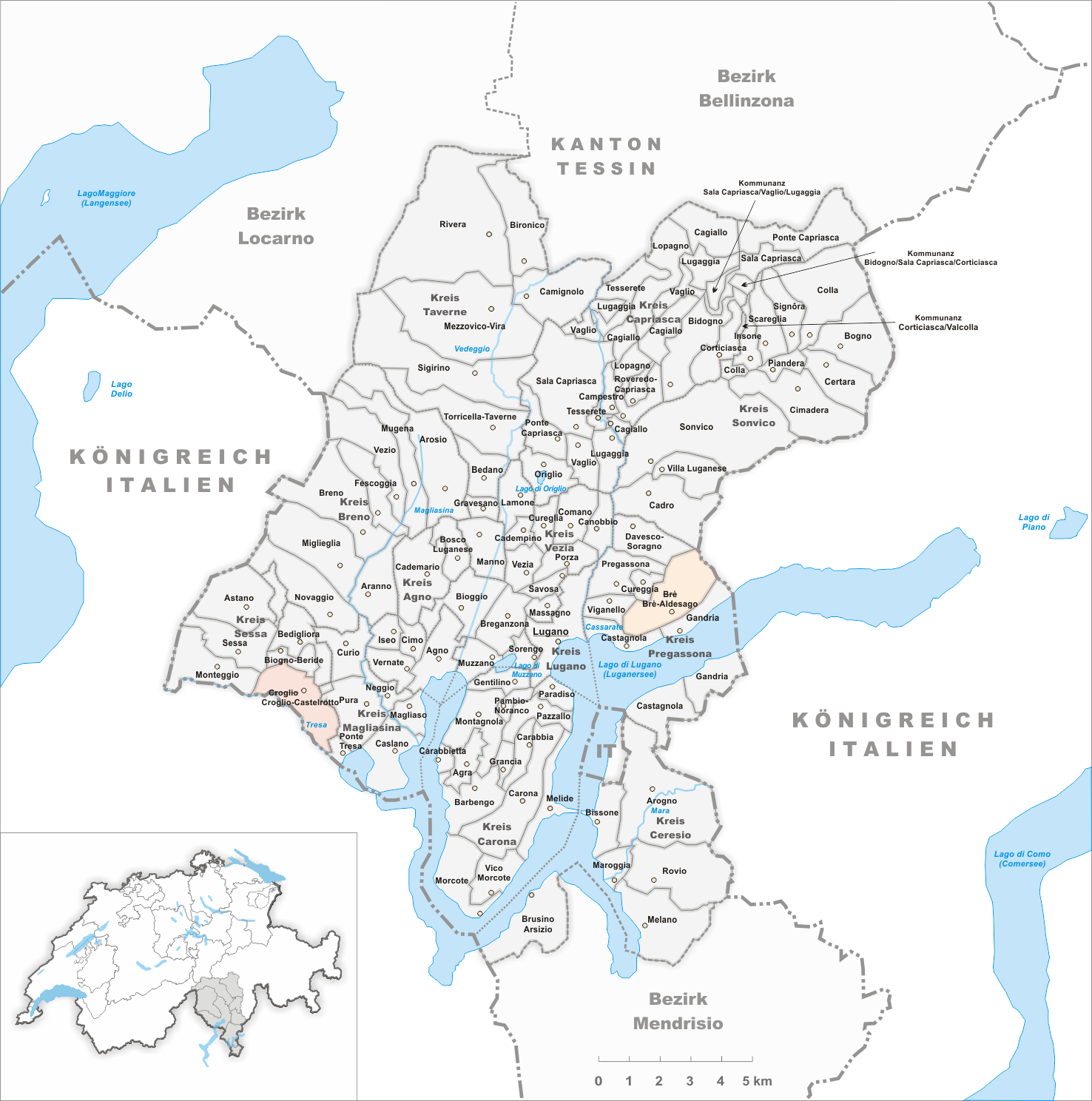
Gemeinden bis 1952
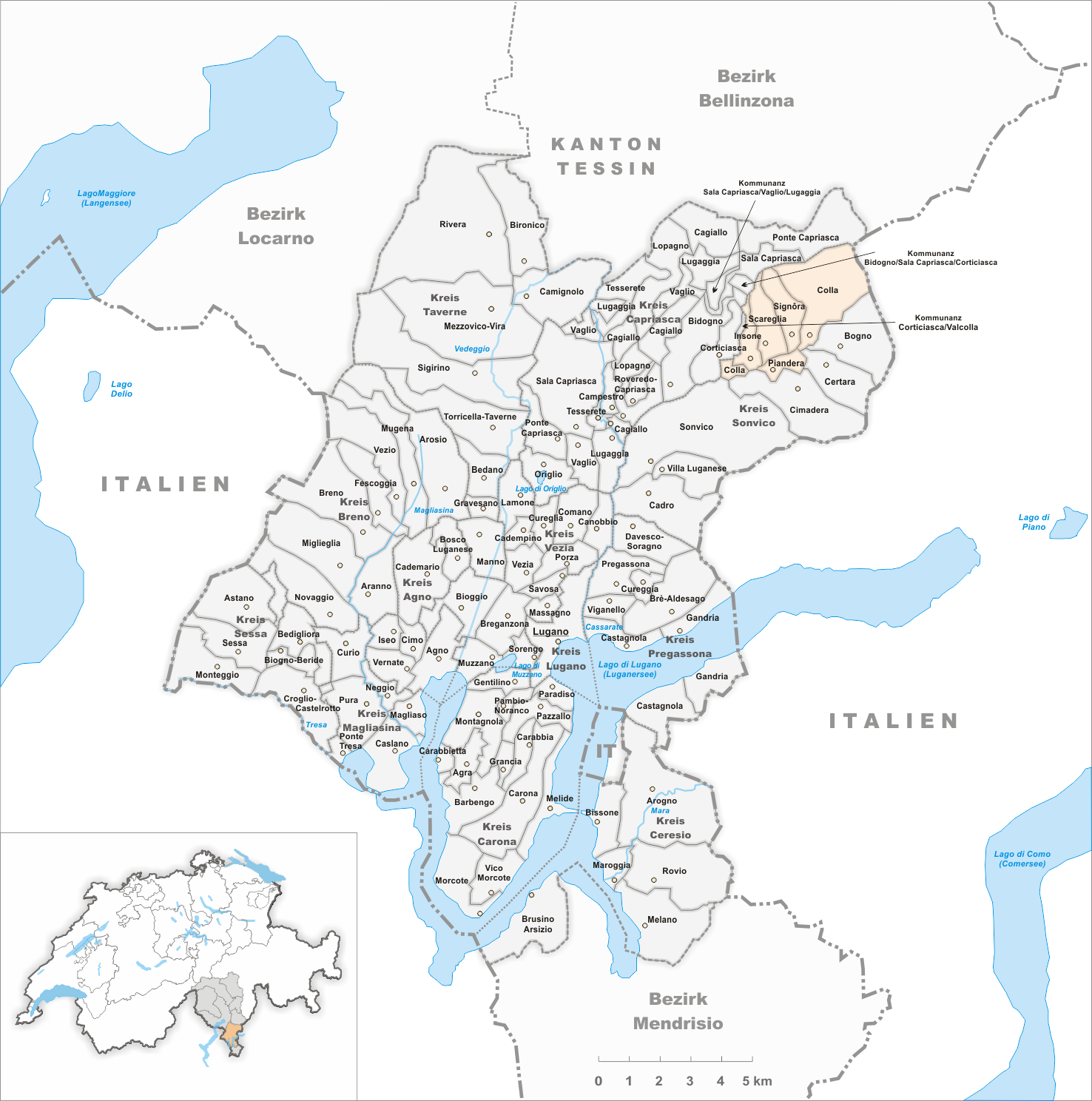
Gemeinden bis 1955
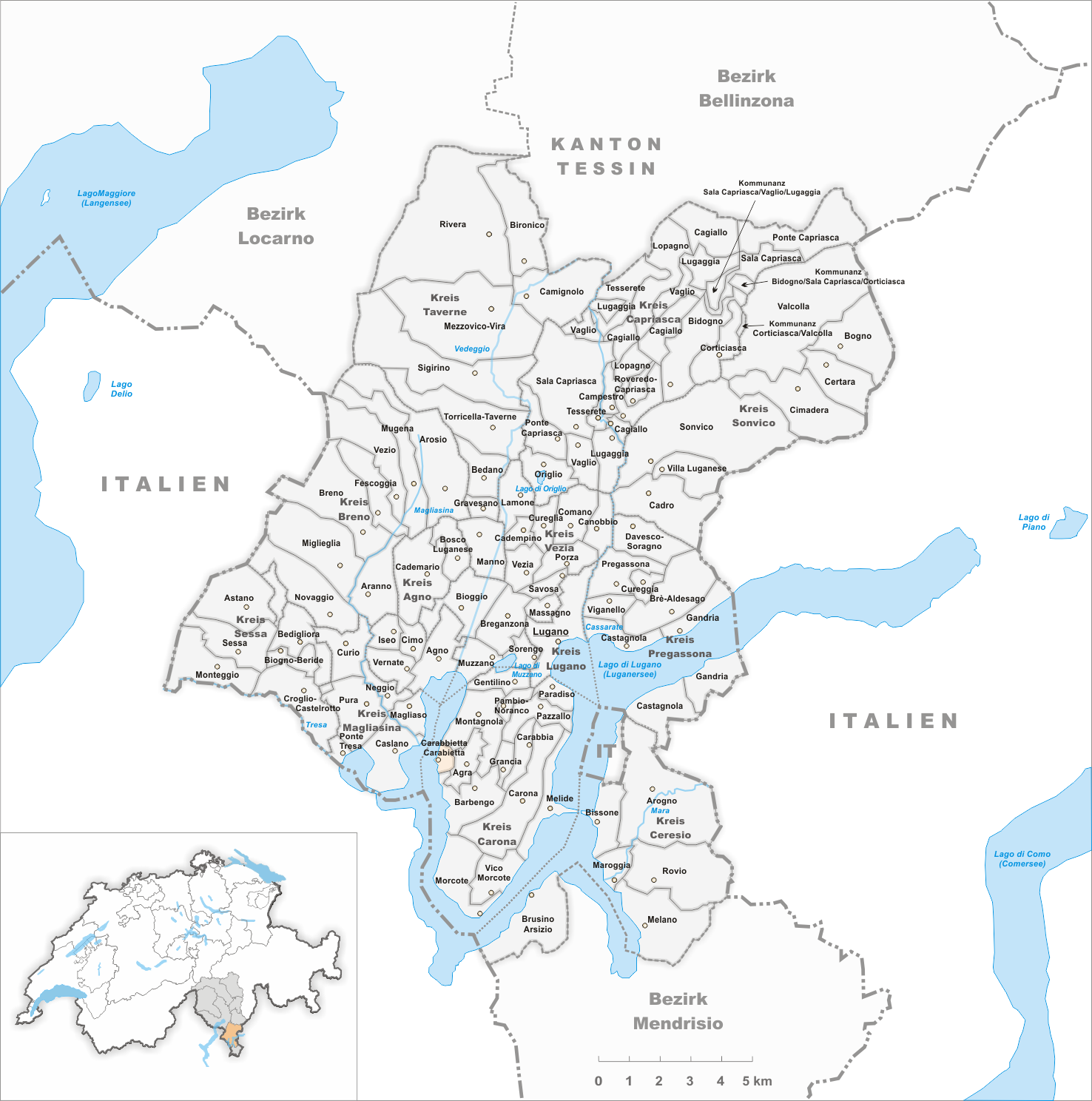
Gemeinden bis 1958
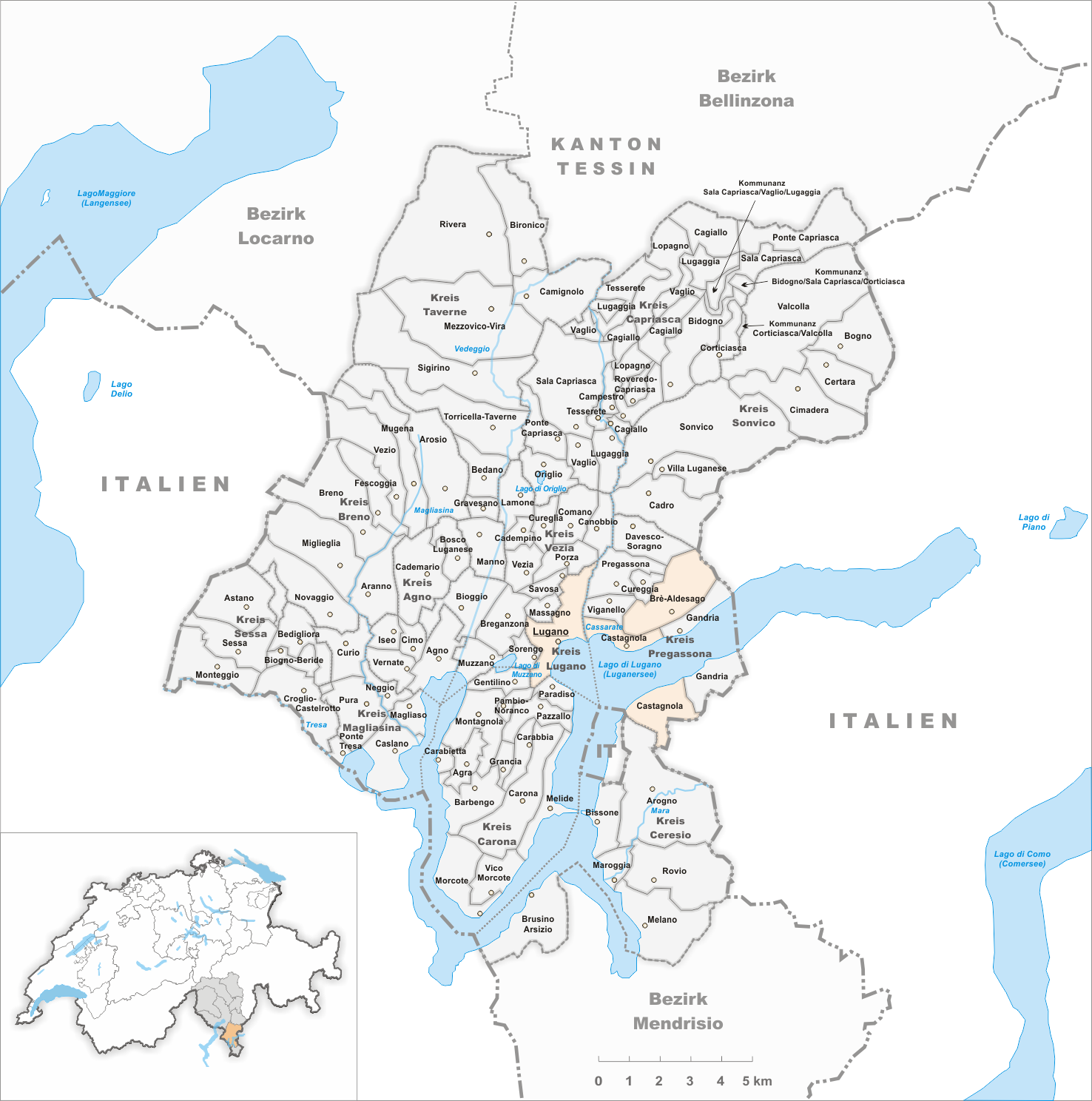
Gemeinden bis 1971
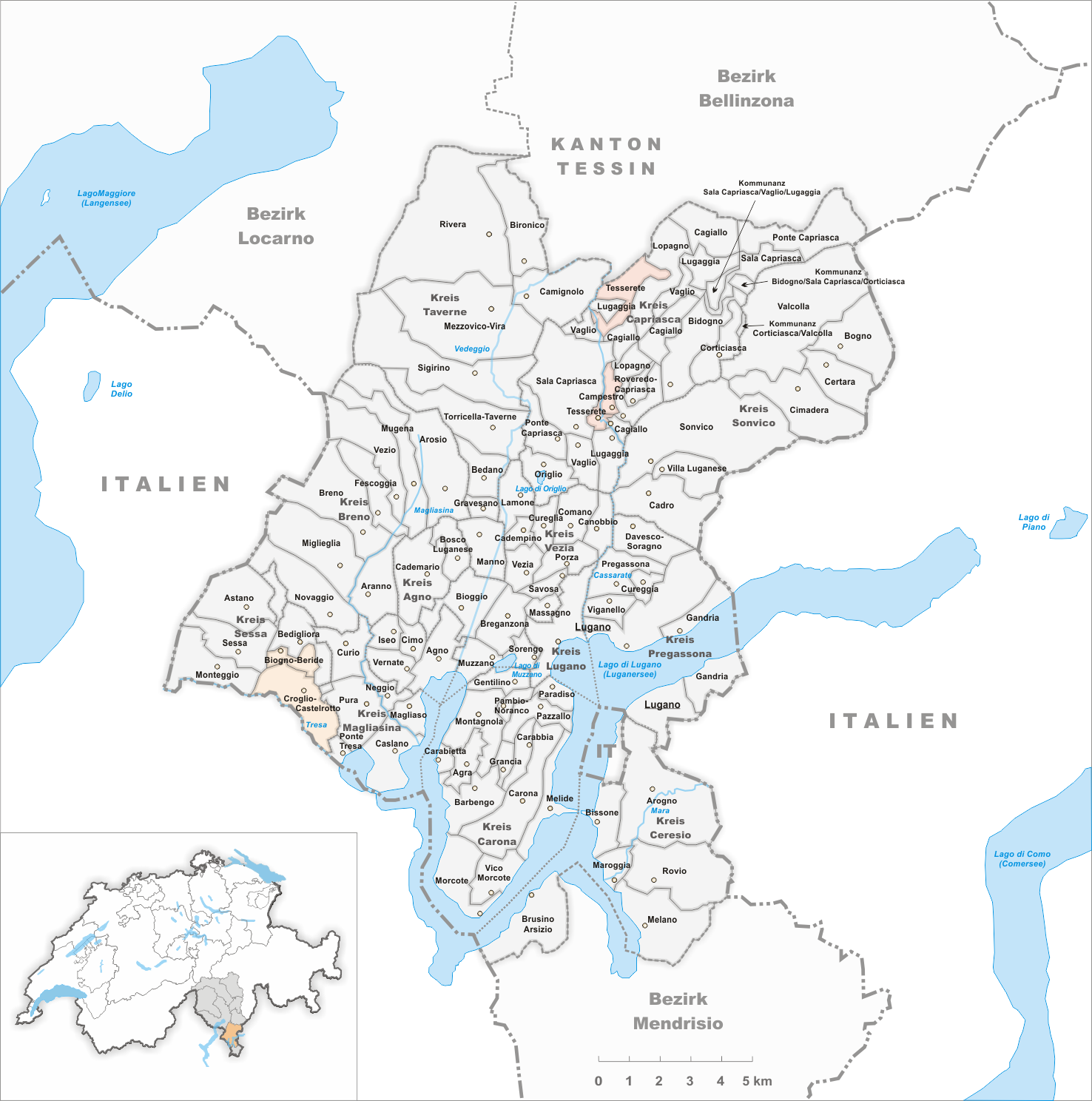
Gemeinden bis 1975
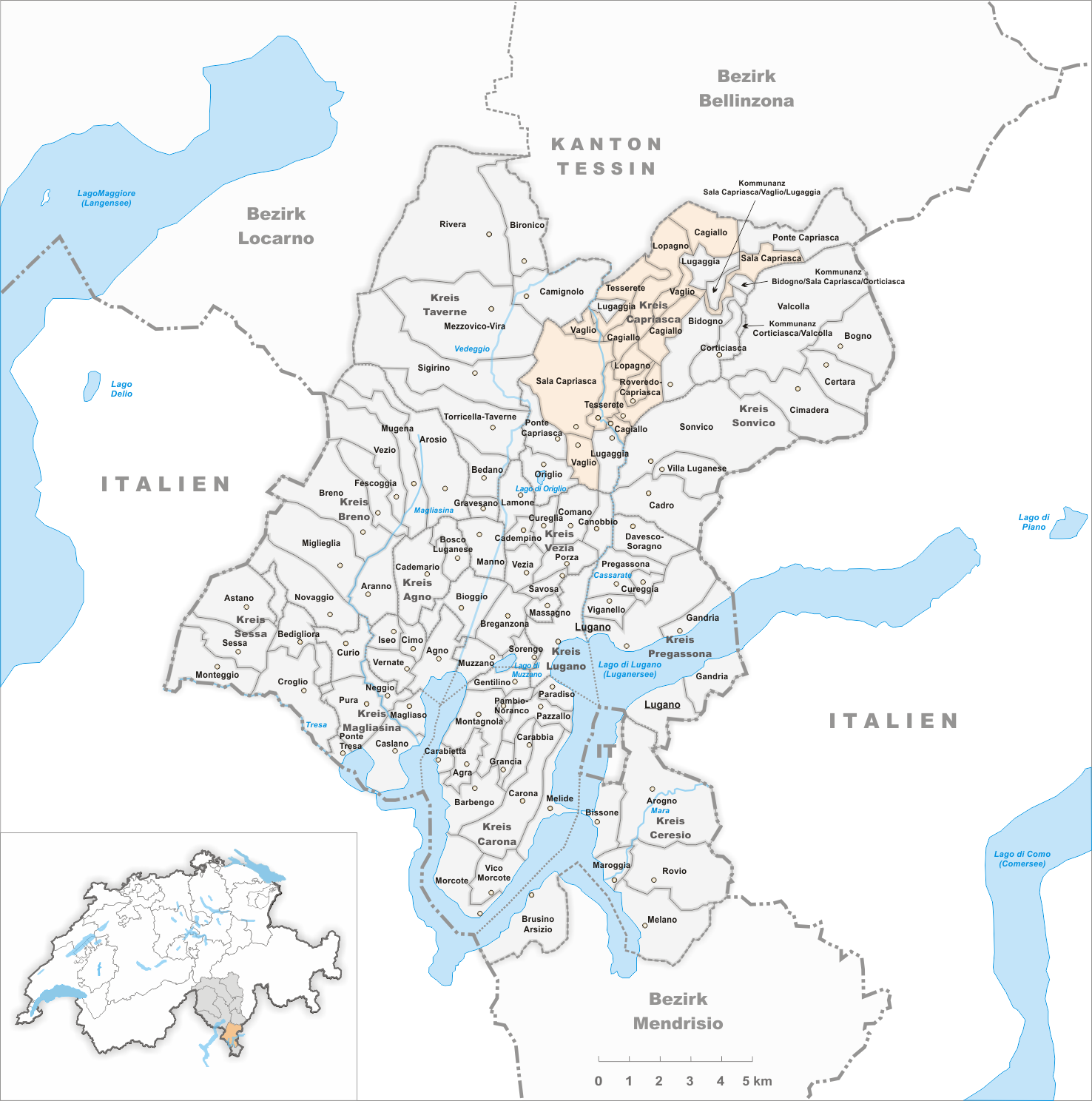
Gemeinden bis 2000
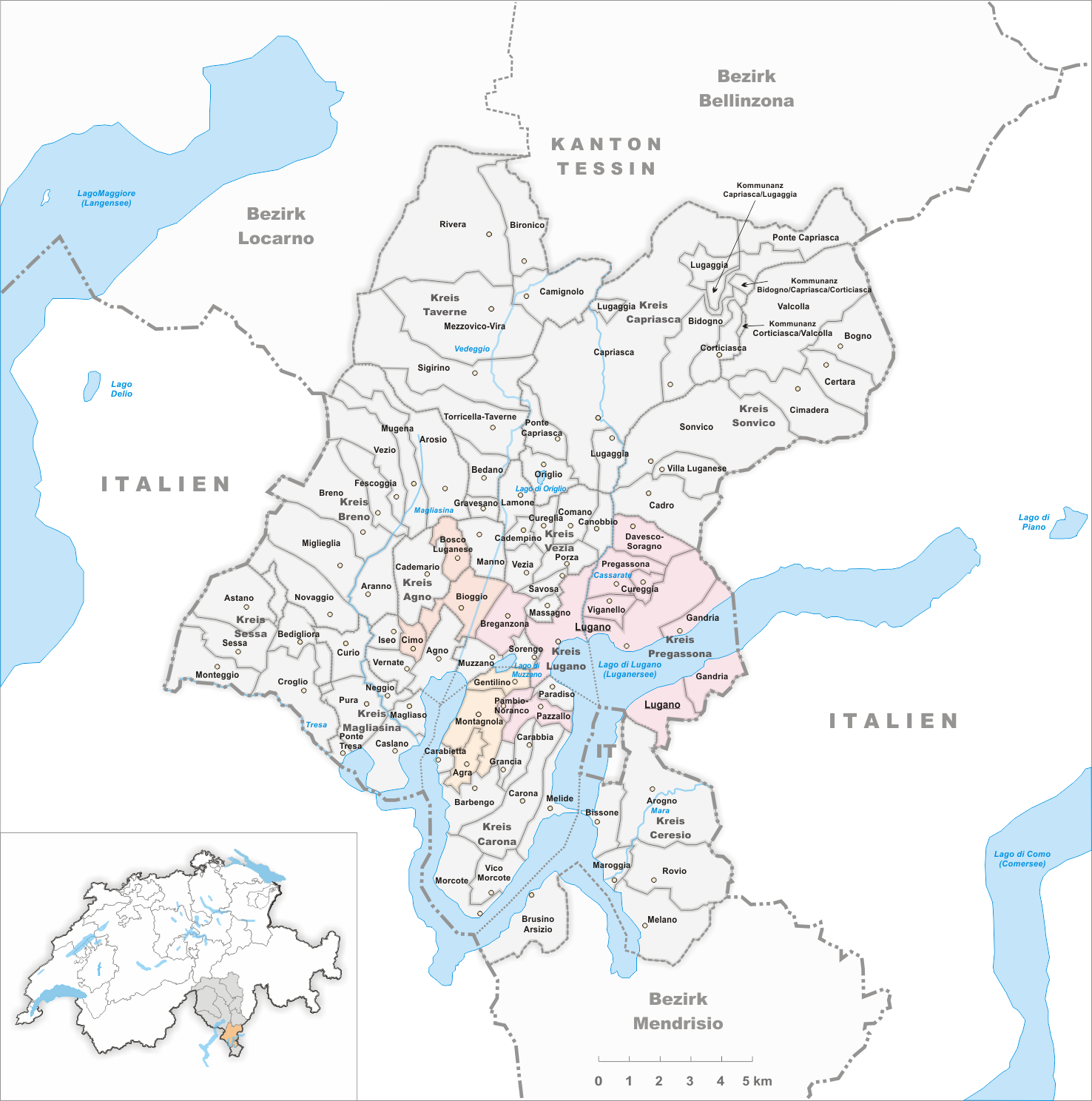
Gemeinden bis 2003
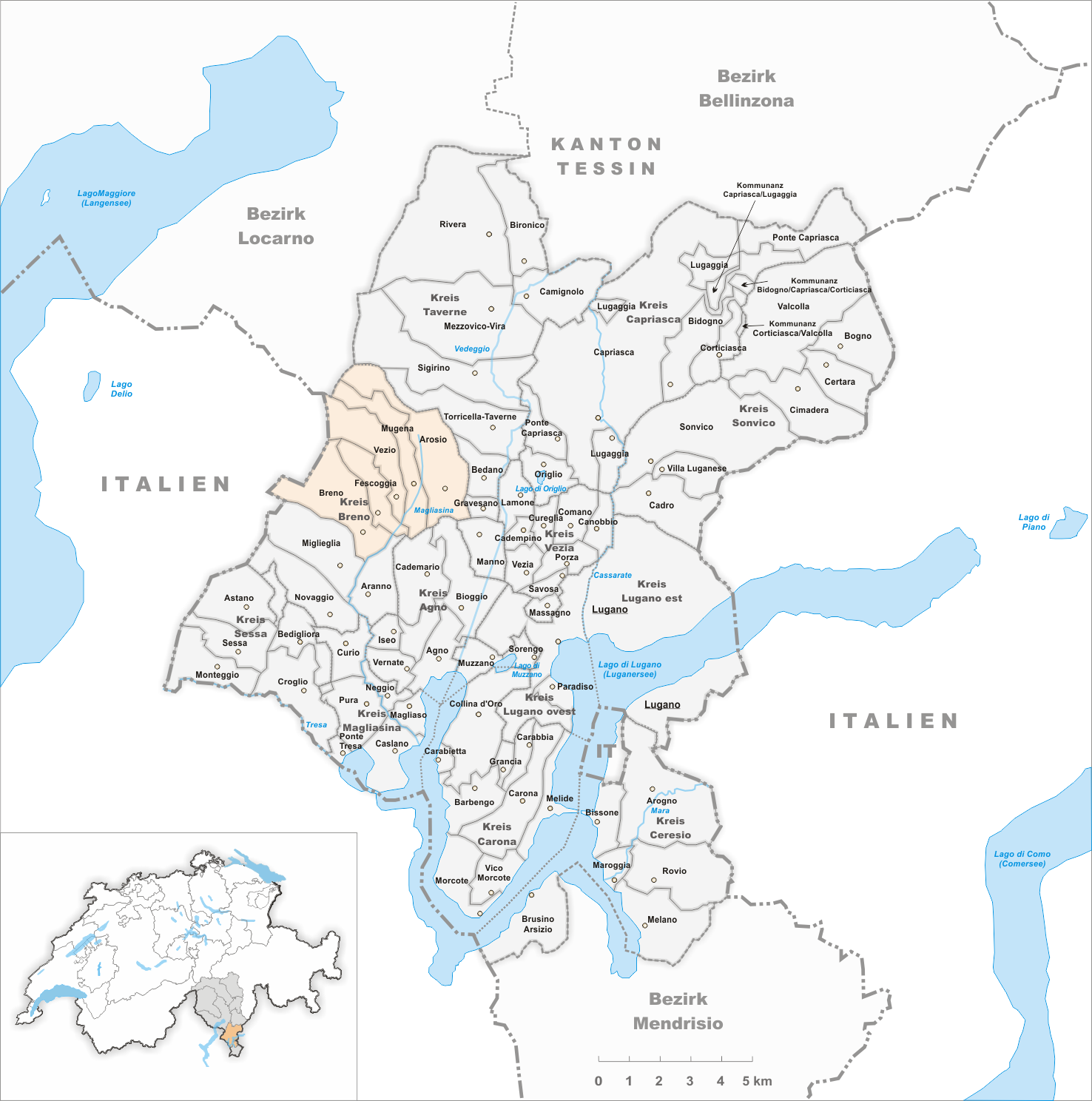
Gemeinden bis 2004
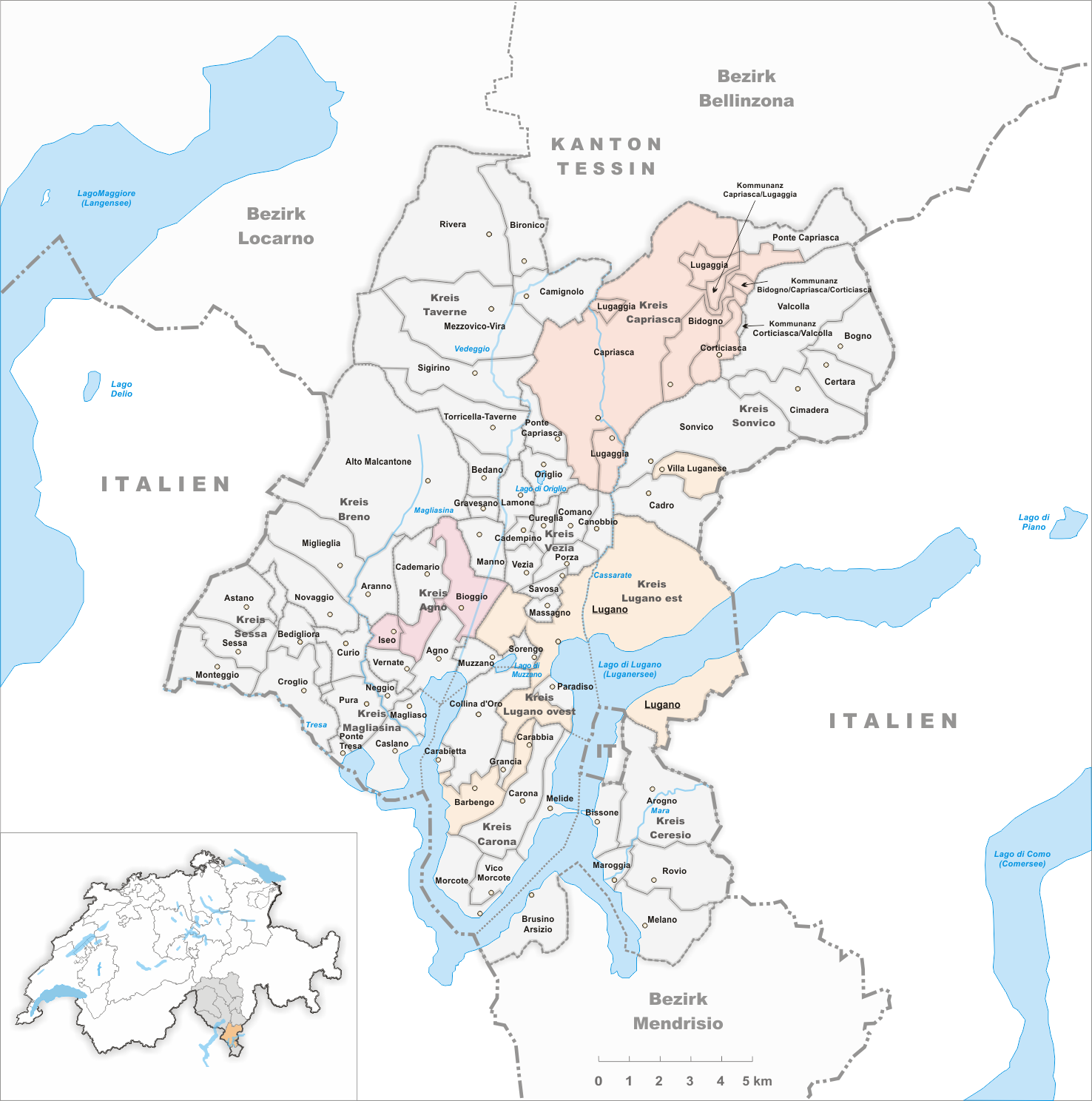
Gemeinden bis 2007
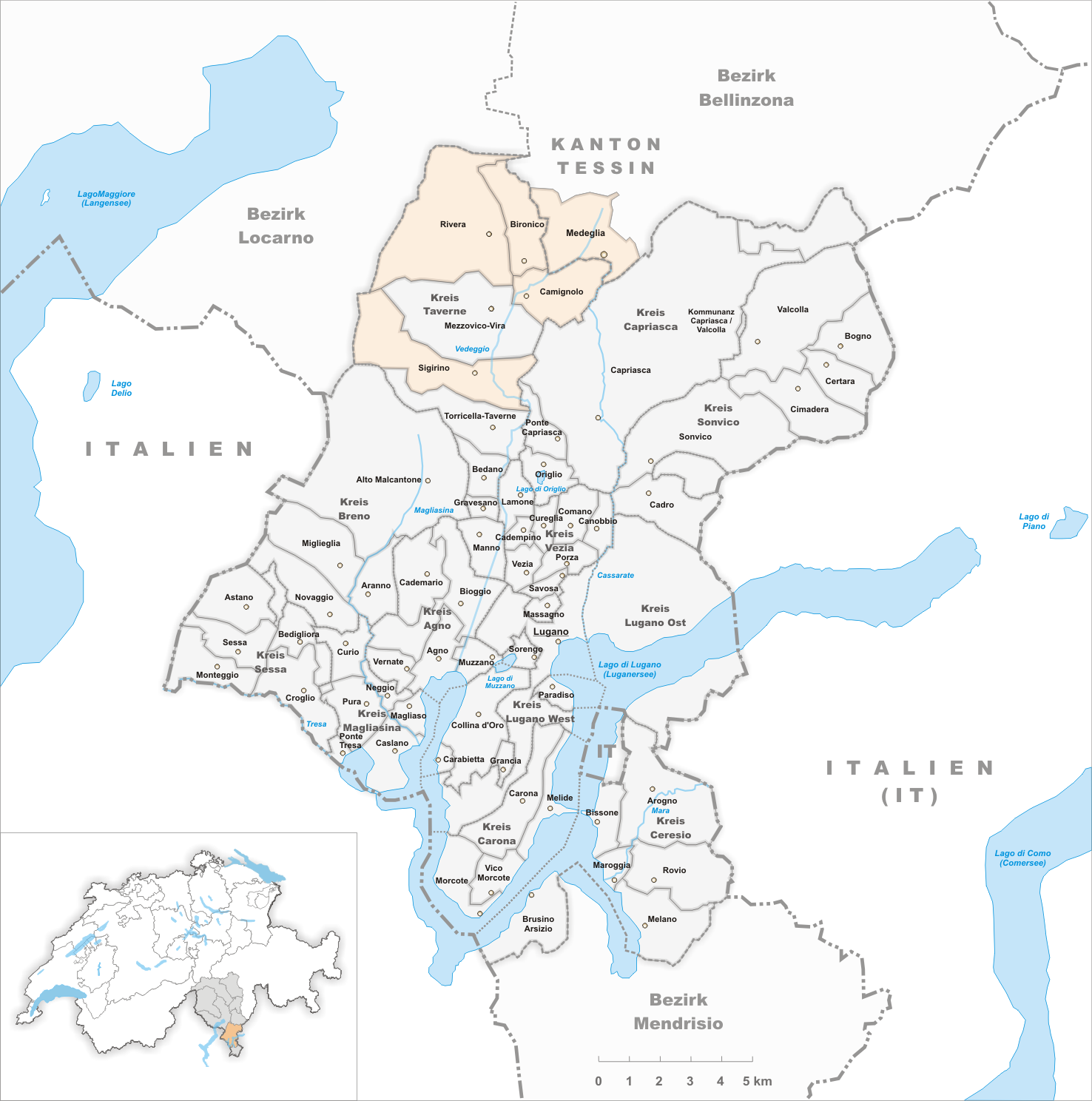
Gemeinden bis 2009
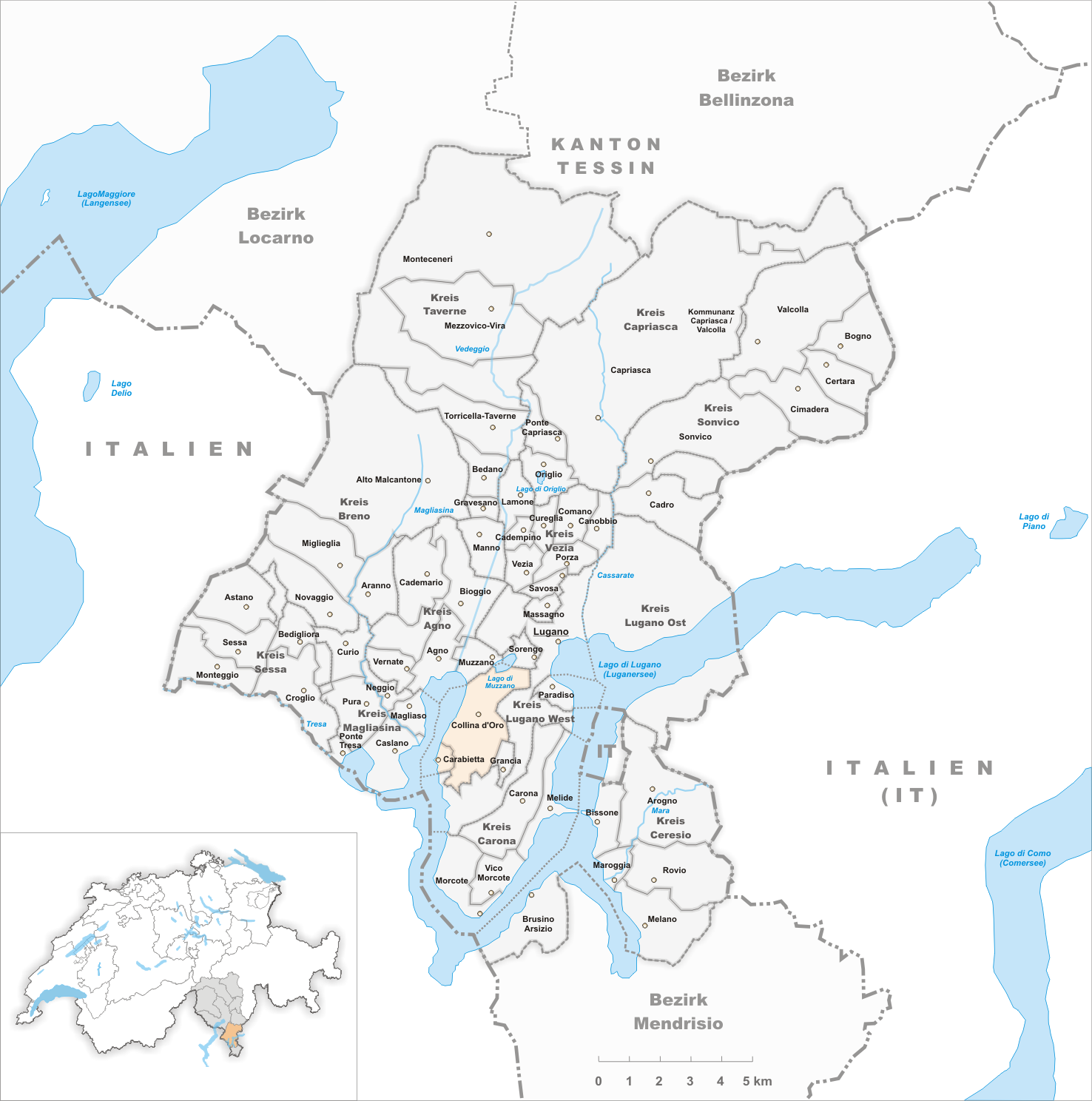
Gemeinden bis 2011
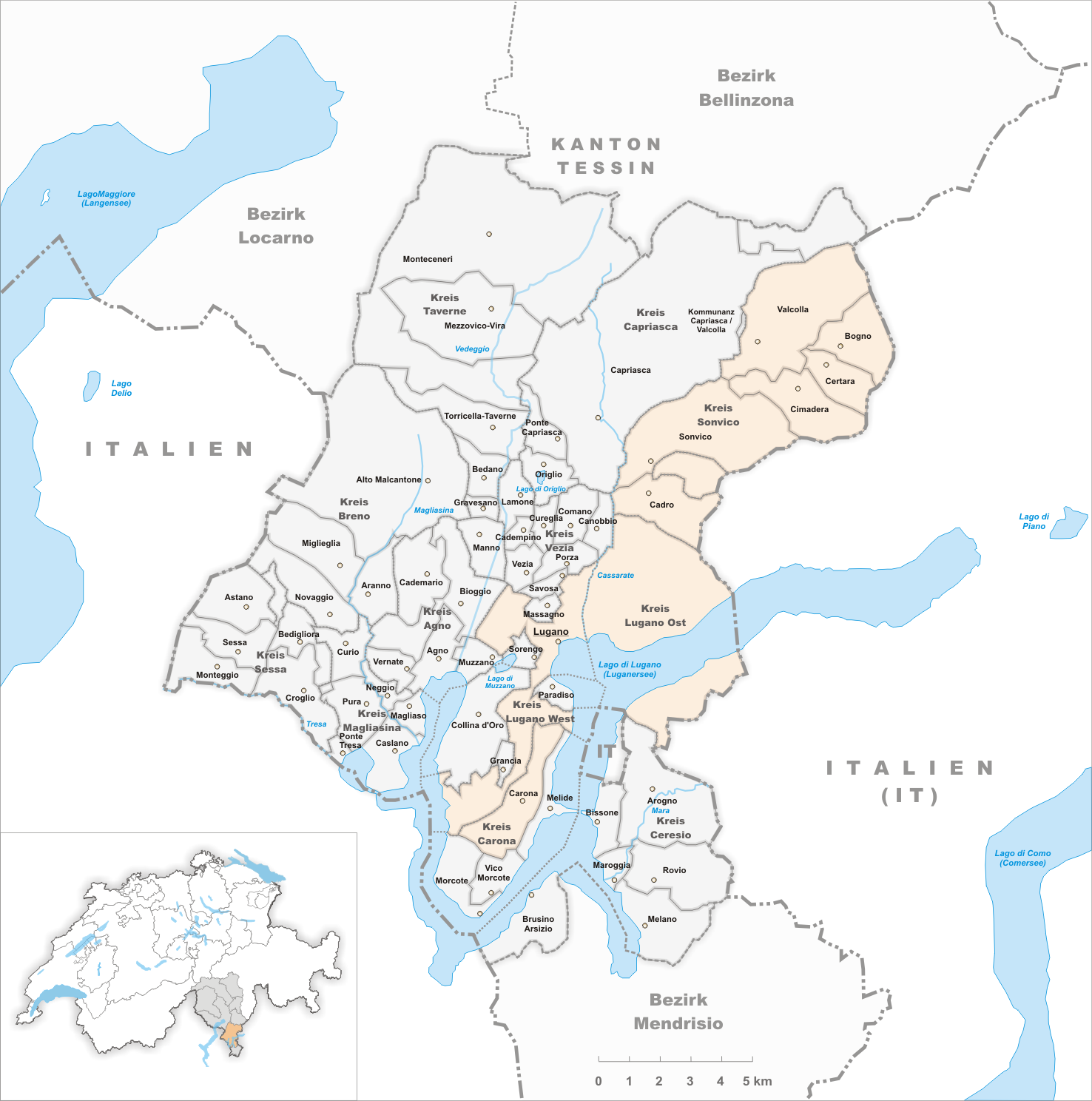
Gemeinden bis 2012
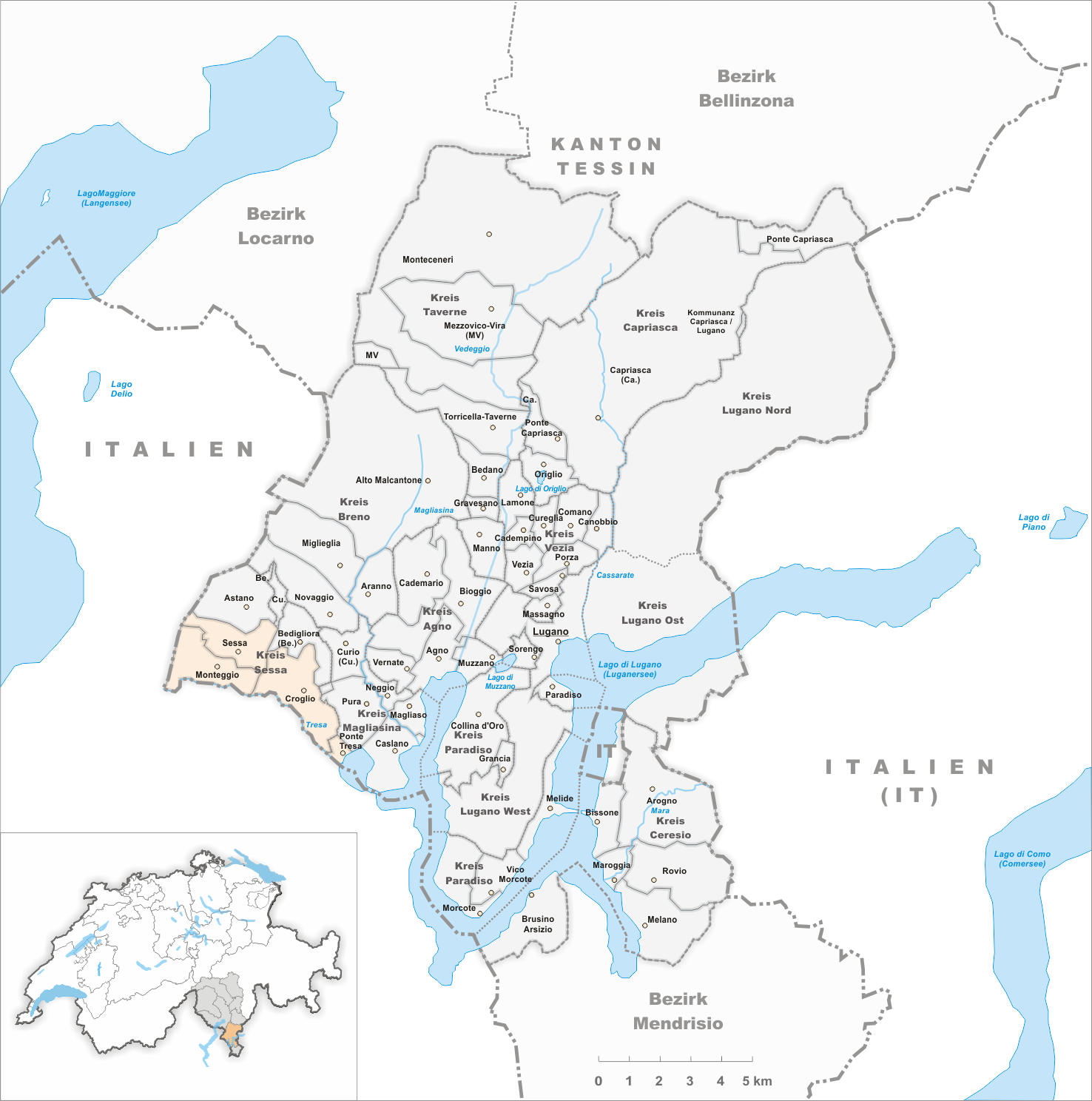
Gemeinden bis 2021
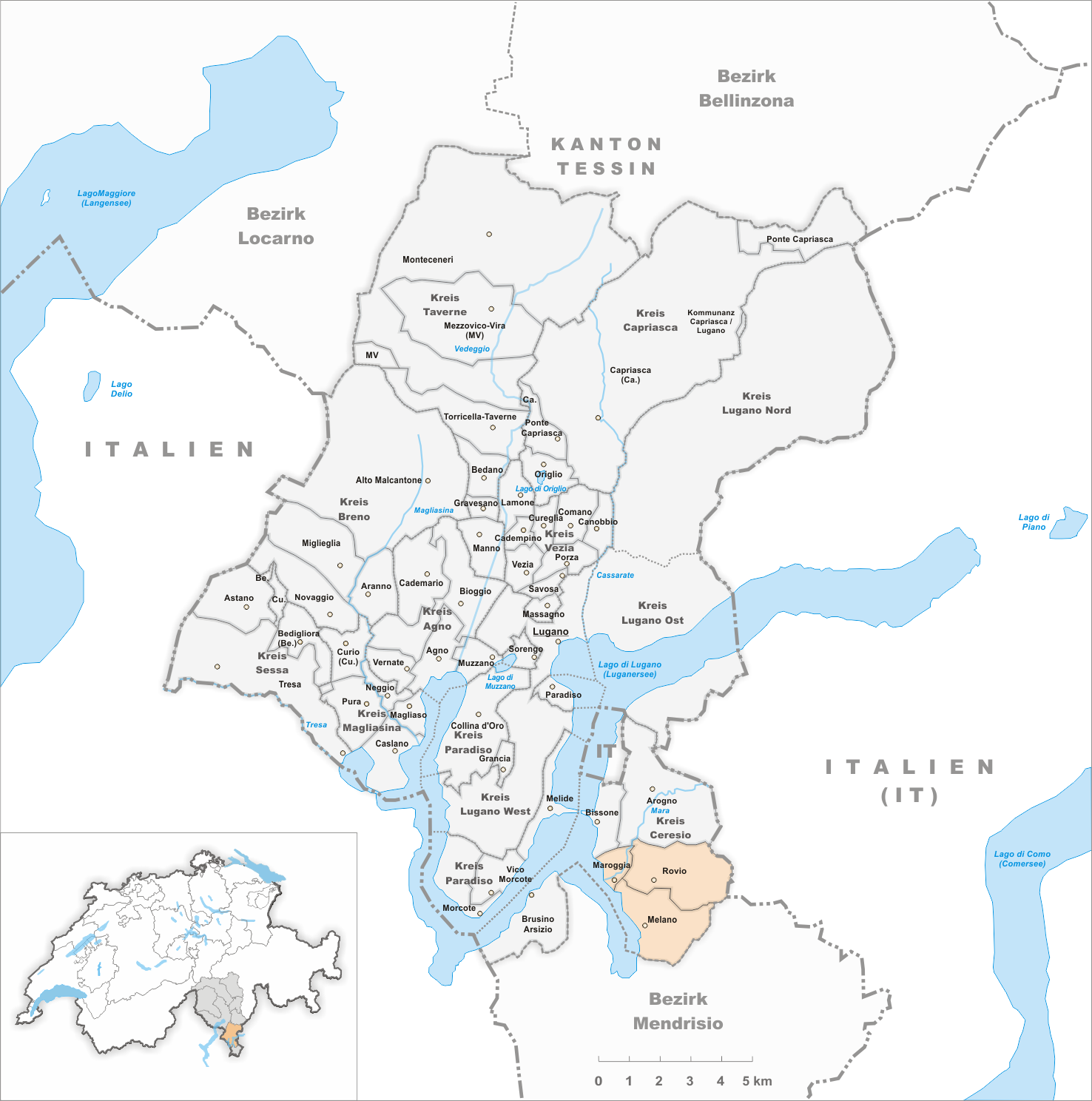
Gemeinden bis 2022
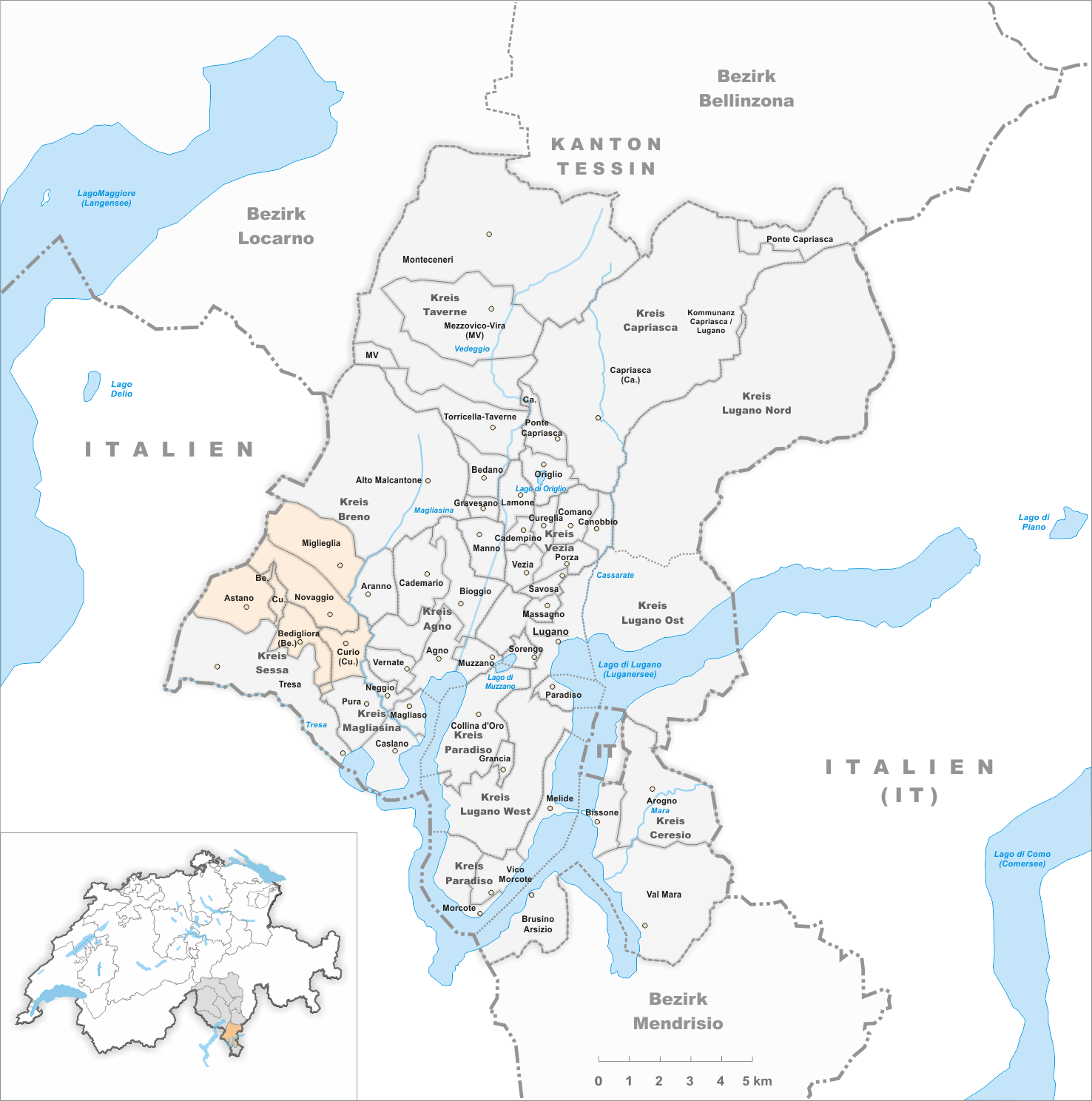
Gemeinden bis 2025

### Kreise
- Mit der Verfassung von 1814 wurde der Kreis Riva San Vitale aus dem Bezirk Lugano in den Bezirk Mendrisio umgeteilt.
- Mit der Verfassung von 1814 wurde der Kreis Sala in Kreis Tesserete umbenannt. Neuer Hauptort wurde Tesserete. Mit Dekret vom 6. Juni 2000 wurde der frühere Kreis Tesserete in Kreis Capriasca umbenannt.
- Mit Dekret vom 8. November 2004 wurde der Kreis Pregassona aufgehoben. Grund ist die vollständige Einverleibung des Kreises in die Stadt Lugano mit der Eingemeindung von 2003.
- Mit Dekret vom 27. Juni 2012 wurde der Kreis Carona in Kreis Paradiso umbenannt (Grund: Eingemeindung von Carona in die Stadt Lugano).
- Mit Gesetzesänderung vom 17. Juni 2013 wurde auf den 13. August 2013 neu der Kreis Lugano Nord gegründet. Der Kreis besteht aus dem Gebiet des per 24. August 2012 aufgehobenen Kreises Sonvico zuzüglich des Gebiets von Davesco-Soragno.

### Gemeinden
- 1804 wurde die frühere Gemeinde Rovello auf die Gemeinden Savosa, Massagno und Lugano verteilt.
- 1816: Abspaltung Carabietta (bis 1953: Carabbietta) von Morcote.
- 1825: Abspaltung Grancia von Carabbia.
- Mit Dekret vom 12. Juni 1860 wurde Caslano Hauptort der Magliasina.
- Mit Dekret vom 9. Mai 1878 wurde am 1. Januar 1878 Cimadera von Sonvico abgespalten.
- Am 1. Januar 1904 wurden die früheren Gemeinden Noranco und Pambio zur Gemeinde Pambio-Noranco zusammengeschlossen.
- Am 1. Januar 1912 wurde die Gemeinde Bosco in Bosco Luganese umbenannt.
- Mit Dekret vom 24. Juni 1924 wurde am 1. Januar 1925 die frühere Gemeinde Biogno auf die Gemeinden Bioggio und Breganzona verteilt.
- Mit Dekret vom 12. Juli 1928 wurde am 1. Januar 1929 die Gemeinde Calprino in Paradiso umbenannt.
- Mit Dekret vom 20. Dezember 1945 wurde Paradiso Hauptort des Kreises Carona.
- Am 1. Januar 1953 wurde die Gemeinde Brè in Brè-Aldesago und die Gemeinde Croglio in Croglio-Castelrotto umbenannt.
- Mit Dekret vom 15. Oktober 1956 wurden am 1. Januar 1956 die früheren Gemeinden Colla, Insone, Scareglia, Signôra und Piandera zur Gemeinde Valcolla zusammengeschlossen.
- Am 1. Januar 1959 wurde die Gemeinde Carabbietta in Carabietta umbenannt.
- Mit Dekret vom 14. Dezember 1971 wurden am 23. April 1972 die früheren Gemeinden Brè-Aldesago (bis 1953: Brè) und Castagnola in die Stadt Lugano eingegliedert.
- Mit Dekret vom 26. November 1974 wurden am 4. April 1976 die früheren Gemeinden Croglio-Castelrotto und Biogno-Beride zur Gemeinde Croglio fusioniert.
- Mit Dekret vom 26. November 1974 wurden am 4. April 1976 die Gemeinden Tesserete und Campestro zur neuen Gemeinde Tesserete fusioniert.
- Mit Dekret vom 6. Juni 2000 wurden am 18. Oktober 2001 die Gemeinden Tesserete, Cagiallo, Sala Capriasca, Lopagno, Roveredo Capriasca und Vaglio zur Gemeinde Capriasca fusioniert.
- Mit Dekret vom 8. Oktober 2003 wurden am 4. April 2004 die Gemeinden Breganzona, Cureggia, Davesco-Soragno, Gandria, Pambio-Noranco, Pazzallo, Pregassona und Viganello in die Stadt Lugano eingemeindet.
- Mit Dekret vom 3. November 2003 wurden am 4. April 2004 die Gemeinden Agra, Gentilino und Montagnola zur Gemeinde Collina d’Oro fusioniert.
- Mit Dekret vom 3. November 2003 wurden am 4. April 2004 die Gemeinden Bioggio, Bosco Luganese und Cimo zur Gemeinde Bioggio fusioniert.
- Mit Dekret vom 30. November 2004 wurden am 13. März 2005 die Gemeinden Arosio, Breno, Fescoggia, Mugena und Vezio zur Gemeinde Alto Malcantone fusioniert.
- Mit Dekret vom 3. Dezember 2007 wurden am 20. April 2008 die Gemeinden Bioggio und Iseo zur Gemeinde Bioggio fusioniert.
- Mit Dekret vom 4. Dezember 2007 wurden am 20. April 2008 Bidogno, Capriasca, Corticiasca und Lugaggia zur Gemeinde Capriasca fusioniert.
- Mit Dekret vom 20. Dezember 2007 wurden am 20. April 2008 Barbengo und Carabbia (ehemals Kreis Carona) sowie Villa Luganese (ehemals Kreis Sonvico) mit der Stadt Lugano fusioniert.
- Mit Dekret vom 2. Dezember 2008 wurden am 21. November 2010 die Gemeinden Bironico, Camignolo, Medeglia, Rivera und Sigirino zur neuen Gemeinde Monteceneri fusioniert.
- Mit Dekret vom 8. November 2011 wurden am 1. April 2012 die Gemeinden Collina d’Oro und Carabietta (Kreis Carona) zur Gemeinde Collina d’Oro fusioniert.
- Per 14. April 2013 wurden Bogno, Cadro, Carona, Certara, Cimadera, Sonvico und Valcolla in die Stadt Lugano eingemeindet. Mit Ausnahme von Carona bilden diese Gebiete zusammen mit Davesco-Soragno und Villa Luganese den neuen Kreis Lugano Nord.
- Per 18. April 2021 wurden Croglio, Monteggio, Ponte Tresa und Sessa zur Gemeinde Tresa fusioniert.
- Per 10. April 2022 wurden Maroggia, Melano und Rovio zur Gemeinde Val Mara fusioniert.
- Per 6. April 2025 wurden Astano, Bedigliora, Curio, Miglieglia und Novaggio zur Gemeinde Lema fusioniert.